# إسماعيل استيبان أغيرو
إسماعيل استيبان أغيرو (بالإسبانية: Ismael Esteban Aguado)‏ هو دراج إسباني، ولد في 16 سبتمبر 1983 في توريلافيجا في إسبانيا.